# Giancarlo Fusato
Giancarlo Fusato (Vicenza, 25 aprile 1937 – Vicenza, 14 giugno 2024) è stato un calciatore italiano, di ruolo attaccante.

## Carriera
Cresciuto nel vivaio del Lanerossi Vicenza, fece il suo debutto in prima squadra il 6 ottobre 1957 in Lanerossi Vicenza-Fiorentina (3-0). In quella partita segnò il gol dell'1-0.
Nel 1962 passò al Padova dove in 11 partite segnò un gol. Venne così ceduto alla Casertana in Serie C dove giocò 28 partite.
Acquistato poi dal Verona, ad inizio stagione si ruppe i legamenti di un ginocchio, mettendo così fine alla sua carriera di calciatore.